# 亞羅斯拉夫·沃爾特
雅罗斯拉夫·瓦尔特（捷克語：Jaroslav Walter，1939年1月6日—2014年6月20日），捷克男子冰球运动员。他曾代表捷克斯洛伐克国家队参加1964年冬季奥林匹克运动会冰球比赛，获得一枚铜牌。